# هنري منديز
هنري منديز هو مغني دومينيكاني، ولد في 6 نوفمبر 1974 في سانتو دومينغو في جمهورية الدومينيكان.

## وصلات خارجية
- هنري منديز على موقع IMDb (الإنجليزية)
- هنري منديز على موقع ميوزك برينز (الإنجليزية)
- هنري منديز على موقع ديسكوغز (الإنجليزية)